# Barney McAll

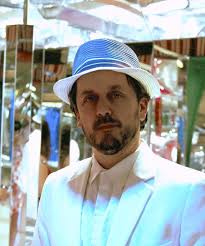
Barney McAll

Barney McAll (* 1966 in Melbourne) ist ein australischer Jazzpianist, Keyboarder und Komponist.

## Leben und Wirken
Barney McAlls Vater war Fan des Traditional Jazz; sein Bruder brachte ihm Modern Jazz von Bud Powell und Bill Evans nahe. In der Jazzszene von Melbourne war er ab Mitte der 1980er Jahre aktiv; ab 1986 spielte er bei Vince Jones (It All Ends Up in Tears (1987) und Trustworthy Little Sweethearts, 1988). Den Bachelor of Music erwarb er am Victorian College of the Arts in Melbourne, wo er bei Paul Grabowsky, Tony Gould, Mike Nock und Doug Devries studierte. In den Vereinigten Staaten arbeitete McAll mit Vincent Herring, der ihn zum Komponieren anregte. 1990 gewann er den AMP Jazz Piano Award auf dem Wangaratta Festival of Jazz; mit dem Preisgeld studierte er in New York. In den 1990er Jahren arbeitete er erneut mit Vince Jones, in den USA mit dem Groove Collective sowie mit Gary Bartz, Fred Wesley, Dewey Redman und Cindy Blackman.
1995 erschien sein Debütalbum Exit, an dem Vincent Herring und Jimmy Cobb mitwirkten. 2001 folgte Release the Day; 2003 wirkte er bei Josh Rosemans Album Treats for the Nightwalker mit. Sein Album Mother of Dreams and Secrets nahm er mit verschiedenen Bands in Kuba, Australien und New York auf, darunter mit Liberty Ellman, Billy Harper und Kurt Rosenwinkel. Ferner komponierte McAll Filmmusik zu mehreren TV-Dokumentarfilmen, darunter für die Reihe Independent Lens. Mit seiner Band Trio Feral trat McAll auf dem Jazzfest Berlin 2014 auf; den Mitschnitt sendete Deutschlandradio Kultur am 26. Januar 2015.

## Diskographische Hinweise
- Release The Day (Jazzhead, 2004), mit Gary Bartz, Peter Apfelbaum, Kurt Rosenwinkel, Johannes Weidenmüller, Joey Baron, Kenny Wollesen
- Flashbacks (Pony Canyon, 2005), mit Drew Gress, Kurt Rosenwinkel, George Schuller, Josh Roseman
- Mother of Dreams and Secrets (Jazzhead, 2006)
- Widening Circles (Jazzhead, 2006), mit Billy Harper, Josh Roseman, Jeff Ballard, Ben Street, Vincent Herring, Ben Monder
- Barney McAll, Badal Roy, Rufus Cappadocia: Vivid (Jazzhead, 2006)
- Graft (Jazzhead, 2012)